# 5314-es mellékút (Magyarország)
Az 5314-as mellékút egy rövid, jelenleg alig több mint fél kilométeres hosszúságú, négy számjegyű mellékút Bács-Kiskun vármegye területén. Tulajdonképpen Kecskemét egyik belső útja, a belvárost körülvevő több körös körútrendszer egyik szakasza viseli ezt az útszámot.

## Nyomvonala
Kiskecskemét városrész keleti szélén ágazik ki az 52-es főútból, annak az 1+900-as kilométerszelvénye táján, jelzőlámpás kereszteződésben, délkeleti irányban; ugyanott indul az ellenkező irányban az 5218-as út Kerekegyháza felé. A Könyves Kálmán körút nevet viseli, és három sarok – nagyjából 480 méter – után szintben keresztezi a MÁV 152-es számú Fülöpszállás–Kecskemét-vasútvonalának nyomvonalát, majd egy sarokkal arrébb, a Wéber Ede út kiágazásánál véget is ér – pontosabban a Könyves Kálmán körút még folytatódik, egészen az 541-es főút keresztezéséig, illetve onnan tovább Szent László körút néven, egészen az 5-ös főút csomópontjáig, de már útszámozás nélkül, önkormányzati útként. Az említett Wéber Ede út viszont az 53 102-es útszámozást viseli, ez Helvécia központjáig vezet.
Teljes hossza, az országos közutak térképes nyilvántartását szolgáló kira.gov.hu adatbázisa szerint 0,586 kilométer.